# Colletes albomaculatus
Colletes albomaculatus là một loài Hymenoptera trong họ Colletidae. Loài này được Lucas mô tả khoa học năm 1849.